# Viola micranthella
Viola micranthella är en violväxtart som beskrevs av Hugh Algernon Weddell. Viola micranthella ingår i släktet violer, och familjen violväxter. Inga underarter finns listade i Catalogue of Life.